# Pseudocercospora trichophila
Pseudocercospora trichophila är en svampart som först beskrevs av Frank Lincoln Stevens, och fick sitt nu gällande namn av Deighton 1976. Pseudocercospora trichophila ingår i släktet Pseudocercospora och familjen Mycosphaerellaceae.   Inga underarter finns listade i Catalogue of Life.